# Škoda LKMVP
De Škoda LKMVP (lehký kanónový motorový vůz pásový: Licht motorrijtuig op rupsbanden met kanon) was een bepantserd militair voertuig dat ontwikkeld werd door het Tsjecho-Slowaakse bedrijf Škoda en als doel had om een antitank-kanon te verplaatsen. Het kanon stond dan in een compartiment aan de voorzijde en daarmee was het een ongebruikelijk ontwerp. Het prototype werd gebouwd in 1938. In 1940 werd dit prototype door de Waffen-SS aangekocht.

## Geschiedenis en ontwerp
De ontwikkeling van de LKMVP begon in 1937. Aan het begin van 1938 werd het prototype gebouwd. De ontwikkeling liep parallel met de Š-I-j en beide voertuigen hadden een vrijwel identiek chassis. Vier wielen waren in twee paren bevestigd aan beide zijden. Deze paren hadden bladvering en schokabsorptie. Boven de wielen waren drie ondersteuningswielen gemonteerd, om de rupsband op een juiste manier terug te geleiden. Het aandrijfwiel was geplaatst aan de voorzijde en het spanwiel aan de achterzijde.
Het gewalste pantser was geklonken en was vijf tot twaalf centimeter dik. De bovenbouw was licht afgeschuind. Aan de voorzijde van het voertuig was een compartiment ingericht om een 37 mm vz. 34 of 37 kanon te vervoeren. Het voertuig stond geclassificeerd als tankjager, maar is in principe een transportvoertuig voor een antitank-kanon. De benzinemotor was een Demark 6-cilinder, watergekoeld, met een inhoud van 6174 cm³, had een kracht van 76 pk bij 2600 omwentelingen per minuut.
Het enige prototype heeft nooit de volledige testcyclus doorlopen, doordat Tsjechoslowakije in maart 1939 werd bezet door Duitse troepen. De LKMVP werd op 1 juni 1940 gekocht door de Waffen-SS en vervoerd naar het SS Panzerspäh-Ersatzkompanie in Ellwangen, alwaar het voertuig tijdens de oorlog is gesloopt.

## ČKD
Niet alleen Škoda had de opdracht gekregen om dit type voertuig te ontwikkelen, maar ook ČKD had een order ontvangen. Hun voertuig was gebaseerd op het chassis van de LTP/LTH/LTL series lichte tank. Hiervan is ook één prototype gebouwd. Dit voertuig werd aangeduid als de LKMVP-P (de Škoda versie heette ook wel LKMVP-W) en had zes tot twaalf millimeter dik pantser. De snelheid bedroeg 52 km/h en het voertuig werd aangedreven door een Praga TN 4-cilinder motor met 92 pk. De LKMVP-P woog 7,1 ton, 0,3 ton zwaarder dan de LKMVP-W.